# Kilencven-kilencven szabály
A kilencven-kilencven szabály azt fejezi ki, hogy a fejlesztők hajlamosak alulbecsülni a projekt befejezéséhez szükséges időt. Humoros megfogalmazása Tom Cargilltól, a Bell Labs munkatársától származik: A kód 90%-ának megírása a fejlesztés idejének 90%-át tölti ki. A maradék 10% megírása a fejlesztési idő 90%-át igényli.
Az így összeadódó idő 180%, ami túlzólag arra utal, hogy a projektek gyakran túlhaladják a határidejüket. Ennek az a magyarázata, hogy a projekt nehezebb és könnyebb részei nem egyenletesen oszlanak el, a becslés pedig ezt nem veszi figyelembe. A nehezebb részek kapkodó megírása megnöveli a hibák számát, amik kijavítása sokkal több időt igényel, mint ha nem kapkodtak volna. A hibák egy része később kerül elő. Egy másik lehetséges probléma a nehézségek eltolása a projekt végére, így sokáig úgy látszik, hogy jól haladnak, de a projekt vége felé ezekkel is kell foglalkozni.
A humoros megfogalmazást a Jon Bentley's rovat cikke terjesztette és népszerűsítette 1985 szeptemberében a Communications of the ACM-ben "Rule of Credibility" címmel.
Agilis projektekben ez a jelenség akkor fordul elő, amikor a projekt relatív kész. Ez az állapot azt jelenti, hogy elvégezték a tervezett munkát, de a befejezés egy végső aktivitástól függ, amiről a projekt tervezésekor még nem tudtak. 

## Fordítás
Ez a szócikk részben vagy egészben  a   Ninety-ninety rule című angol Wikipédia-szócikk fordításán alapul.  Az eredeti cikk szerkesztőit annak laptörténete sorolja fel. Ez a jelzés csupán a megfogalmazás eredetét és a szerzői jogokat jelzi, nem szolgál a cikkben szereplő információk forrásmegjelöléseként.